# Ungarische Badmintonmeisterschaft 2008
Die Ungarische Badmintonmeisterschaft 2008 fand am 26. und 27. April 2008 statt.

## Sieger und Platzierte
| Disziplin    | Gold                               | Silber                      | Bronze                              |
| ------------ | ---------------------------------- | --------------------------- | ----------------------------------- |
| Herreneinzel | Henrik Tóth                        | Kristóf Horváth             | Dávid Sárosi                        |
| Herreneinzel | Henrik Tóth                        | Kristóf Horváth             | Márton Szatzker                     |
| Dameneinzel  | Sarolta Varga                      | Orsolya Varga               | Boglárka Újvári                     |
| Dameneinzel  | Sarolta Varga                      | Orsolya Varga               | Csilla Gondáné Fórián               |
| Herrendoppel | Dávid Sárosi András Németh         | Henrik Tóth Péter Kapitány  | Balázs Pusztai Márton Szatzker      |
| Herrendoppel | Dávid Sárosi András Németh         | Henrik Tóth Péter Kapitány  | András Sinka Ádám Pusztai           |
| Damendoppel  | Melinda Keszthelyi Krisztina Ádám  | Orsolya Varga Sarolta Varga | Gabriella Papp Boglárka Újvári      |
| Damendoppel  | Melinda Keszthelyi Krisztina Ádám  | Orsolya Varga Sarolta Varga | Edina Kisvári Mónika Szőke          |
| Mixed        | Kristóf Horváth Melinda Keszthelyi | András Sinka Gabriella Papp | Csaba Szikra Krisztina Ádám         |
| Mixed        | Kristóf Horváth Melinda Keszthelyi | András Sinka Gabriella Papp | Attila Kaposi Csilla Gondáné Fórián |